# 武者ケロ
『武者ケロ』（むしゃケロ）は、吉崎観音原作の漫画『ケロロ軍曹』のメディアミックス作品の1つ。

## 概要
武者や戦国時代をモチーフとした『ケロロ軍曹』の派生作品の総称。
プロジェクト本格始動は2008年3月のプラモデルからであり、その後、漫画・アニメ・ゲーム・と各メディアでプロジェクト展開がなされた。
この後も海賊をモチーフとした『ケロロパイレーツ』などのメディアミックス作品が造られている。

## 世界観
おおよそは本家となる『ケロロ軍曹』と共通しており、ケロロ小隊のメンバーも概ね本家と同一人物の設定で登場する。
ただしストーリー自体は全てが別世界線という設定であり、根本となる事件の発生経緯以外は全ての媒体によって展開が異なる。
戦国ラン星
本作品における舞台となる惑星。戦国時代くらいの文化レベルに見えるが、ロボットなどの近代兵器も使用されている。すべての作品においてケロン軍の特別訓練に選ばれており、漫画ではある村の鬼たちを退治した神様がタママの容姿にそっくりなど、ケロン軍と何らか関係を持っていることが示唆されている。

## 用語

### 武者ケロ小隊
本作におけるケロロ小隊の別呼称。グループ名自体は各媒体でも使用されている。
- ケロロ→武者ケロロ[2]
- タママ→タママ足軽兵[2]
- ギロロ→ギロロ浪人[2]
- クルル→クルル藪医[2]
- ドロロ→ドロロ頭領[2]

### 武者ケロ小隊ロボ
本作における巨大戦力。各メンバーの戦闘用ロボが用意されている。
武者ケロロロボ
ケロロの専用機。
漫画版における化身はケロン人を思わせる姿をした「おっさん」。
牛蛙形態
四つ足で走る形態。
足軽タママロボ
タママの専用機。
漫画版における化身はスーパーインセクターを思わせる姿をした「カブトムシ」。
御玉杓子形態
オタマジャクシを模した形態。プラモデル以外では未登場。
浪人ギロロロボ
ギロロの専用機。
漫画版における化身は旅の途中であった赤ん坊の「ダイギロー」。
鉄拳砲撃形態
漫画版では桃太郎を倒す際に変形。
藪医クルルロボ
クルルの専用機。
漫画版における化身はクルルロボの入っていた「岩」。
シャチホコ形態
漫画版にも登場するが名前は登場しない。
頭領ドロロロボ
ドロロの専用機。
漫画版における化身は東谷小雪を思わせる姿をした「お雪」。
天翔木馬形態（ペガサスモード）
飛行可能の形態。

#### 合体形態
ケロロロボ・タママロボの合体
名前は不明。必殺技は「タママラブラブインパクト」。
団子大将軍
ケロロロボ・タママロボ・クルルロボの合体。必殺技は、永友の槍で放つ「スペシャルフレンドリー・ハイパーメガトンハンマー」。
計六六大将軍
ケロロ小隊のロボット全五体の合体。
必殺技は、次元封魔槍計六光で放つ「閻魔落し」。
天下無双形態
白い陣羽織を羽織った強化形態。ロボの本来の力を発揮させる。

### その他
アキヴァンゲリヲン
漫画版オリジナル。クルルが製作したロボット。“初号機”はいわゆる典型的なオタクの姿をしている。大きさはヴァイパーロボより小さく、銃撃で簡単に倒されてしまった。後に苦情が来たらしく“真初号機”として日向秋に似たロボットが登場した。エヴァ初号機の特徴的な部分を着たような姿で際どい格好。出撃したものの、量産機（オタク）に囲まれ逃亡した。

## アニメ
映画『武者ケロ お披露目!戦国ラン星大バトル!!』から始まり、その後本家テレビアニメ5thシーズンにて本編話数に加算される形で放送された。話数は全6話（上記プロローグ編を除く）。

### タイトル
- 武者ケロ お披露目!戦国ラン星大バトル!!
プロローグ。2008年3月劇場公開。
- 武者ケロ 壱の巻 伝説の勇者 でござそうろう
第211話。2008年5月10日放送。
- 武者ケロ 弐の巻 爆笑!戦国お笑い合戦 でござそうろう
第219話。2008年7月5日放送。
- 武者ケロ 参の巻 大爆発!桃姫危機一髪 でござそうろう
第231話。2008年9月27日放送。
- 武者ケロ 四の巻 武者ケロ小隊 西へ! でござそうろう
第237話。2008年11月8日放送。
- 武者ケロ 伍の巻 隠し砦のケロン人 でござそうろう
第249話。2009年2月7日放送。
- 武者ケロ 六の巻 蘇る勇者!! でござそうろう
第250話。2009年2月14日放送。

アニメ版サブタイトルの末尾にある「でござそうろう」は、それぞれの前週における次回予告では「でござ候」と表記。キャラクターのクレジットは本編と異なった専用の表記がなされている。

### 主なゲストキャラクター

#### 武者ヴァイパー[2]
武士のような鎧を身にまとっている七人兄弟のヴァイパーで、戦国ラン星を支配している。また、兄弟一人一人の顔の色や左腕の武装（ただし武者ヴァイパーシローのみ右腕）も異なっている。
武者ヴァイパー竹千代（むしゃヴァイパーたけちよ）
長男。参の巻で登場。左腕に鋭い釘先のついた棍棒型のサイコガンを装備。
武者ヴァイパー次郎長（むしゃヴァイパーじろちょう）
次男。四の巻で登場。左腕に鉄の爪型のサイコガンを装備。
武者ヴァイパーサブロー（むしゃヴァイパーサブロー）
三男。弐の巻で登場。左腕に棘の付いた金棒型のサイコガンを装備。
武者ヴァイパーシロー（むしゃヴァイパーシロー）
四男。弐の巻で登場。三男の武者ヴァイパーサブローと「武者ヴァイパーサブロー・シロー」というコンビを組んでいる。ヴァイパー関連のキャラクター中、唯一の左利きであるため上記のヴァイパーサブローと対をなすように右腕に棘の付いた金棒型のサイコガンを装備している。
武者ヴァイパー五右衛門（むしゃヴァイパーごえもん）
四の巻のラスト・伍の巻・六の巻で登場。名古屋弁を話す。左腕には鎖の付いたかぎ爪が装備されている。彼自身が利用した筈の伝説の魔獣「ナナマタノオロチ」に呆気なく倒された。
武者ヴァイパー六之丞（むしゃヴァイパーろくのじょう）
六男。壱の巻で登場。左腕に伸び縮みする式の蛇の鞭型のサイコガンを装備。

#### 戦国ラン星（スター）の住人
モブキャラクター以外全員、小隊メンバーの顔見知りにそっくりなためケロロたちは必ず間違える。また、冬吉など一部キャラクターを除けば全員基となったキャラクターと正反対の性格・性質をしている。
おモア
プロローグにあたる短編映画で初登場。テレビシリーズにも毎回登場する武者ケロ小隊以外で唯一のレギュラーキャラクター。擬態時のアンゴル＝モア（地球人の麻美）にそっくりな少女で、茶屋の娘。べらんめぇ口調で話し、ケロロのことを「おっさん」と呼ぶ。
映画版ではだんご屋だったが、後のテレビシリーズではおむすび屋（壱の巻）→イカ焼き屋（二の巻）→飛脚（参の巻）→写真屋（四の巻）→木こり（伍の巻）と登場するたびに職が変わる。初登場時、頭に着けているヘアピンがMATのエンブレムを模したものになっていた。
平吉（へいきち）
参の巻・六の巻で登場。吉岡平に似た、吉屋（よしや）の花火師。ラストで桃姫と仲睦まじく寄り添いあうが、家老から咎めの視線を受けてしまう。クルルには、マリオ (ゲームキャラクター)をもじり、「マリ吉」と呼ばれている。
家老
参の巻・六の巻で登場。ポールに似た、桃姫の家老。名前は明かされていない。桃姫には「じい」と呼ばれている。
メロディーヌ船長（メロディーヌせんちょう）
四の巻・六の巻で登場。メロディ・ハニーに似た、宇宙船黒船丸の船長。様々な星を渡り歩いているからかおかしな口調でしゃべる。
五十六（いそろく）
伍の巻・六の巻で登場。556によく似た人物。姉のおラビとともに武者ヴァイパーのもとで強制労働をさせられていた。オリジナルの556とは対照的に体も性格も非常に弱く、常に鼻水を垂らしており時々くしゃみをする。兄妹の関係もオリジナルと逆になっている。
おラビ
伍の巻・六の巻で登場。五十六の姉。ラビーによく似ている。オリジナルのラビーとは正反対に気が強く、ヴァイパーの部下に対してもはっきりと文句を言う。また、オリジナルが「すみません、すみません」と言うのに対し「すんまそん、すんまそん」と言う。

##### 水晶玉の守人の一族
伝説の古代兵器である水晶玉を守っているとされている種族たち。かつては武者ヴァイパーが攻めてきた際、彼らに戦いを挑むも敗れ、水晶のうち4つを失った（残り1つは武者ヴァイパーの手中）。以下に挙げる全員がその子孫であり、六の巻にてその設定が明かされた。各守人の姿は（初回登場にあたる冬吉を除き）毎回必ず前話のラストで伏線を張る形で登場する。
冬吉（ふゆきち）
壱の巻で初登場。日向冬樹に似た少年。アホ毛の部分に髪留めをしている。なまった口調で話す。一人称は「僕」。
冬樹同様オカルト好きで、武者ケロロ小隊のことを、かつて自分たちの住む村を救った「伝説の勇者」だと思っていた。
伍の巻・六の巻で再登場し、彼の村が武者ヴァイパーに襲われた際、どうにか難を逃れていたたことが判明した。なお四の巻の地点では行方がわからなかった。
お夏（おなつ）
弐の巻で本格登場。日向夏美に似た少女。ツインテールの部分に星型の髪飾りをつけている。オリジナルの夏美に比べると温和な性格で、ケロロ曰く「夏美殿から番長オーラを取り除いた感じ」。一人称は「うち」で、一部の仙台弁を使い、ギロロのことは「赤だるまさん」と呼ぶ。
おじいが病気だったが、黄ばんだお医者さんに治してもらった。六の巻では「すべり芸アイドル」としてドイナーカ星で活躍していた。
桃姫（ももひめ）
参の巻で本格登場。西澤桃華に似た桃城（ももじょう）のお姫様。かんざしを差している。京都弁を使う。国の滅亡を防ぐために武者ヴァイパー竹千代と婚約させられていたが、実際は平吉に思いを寄せていた（平吉もまた、桃姫に思いを寄せている）。当初は裏人格がないお淑やかなお姫様だったが、平吉を傷つけた武者ヴァイパー竹千代に激怒して桃華と同様二重人格者になってしまう。クルルには「ピーチ姫」と呼ばれている。
六二三（むつぞう）
四の巻で本格登場。サブローに似た少年。本物の北城睦実およびサブローと違って一人称は「僕」。長崎弁を使う。「六二三」の名は戦国ラン星での名前だという。ケロロらと対面する1年前に浮世絵漫画家を目指して故郷のポルトガ星からかつて浮世絵漫画家が多数いたラン星に留学し、デジマー港に滞在していた。しかし画力はかなり悪かったので、夢をあきらめ、宇宙船黒船丸に乗り込んで密航で故郷へ帰ろうとしていたが、四の巻でのエピソードを通してラン星に残ることを決意した。オリジナルのサブローと比べるとやや弱気で、卑屈になってしまうと長く尾を引いてしまう性格。
なお、この四の巻に登場した固有名詞はポルトガ星→ポルトガル、デジマー港→出島、黒船丸→黒船等鎖国に関するものであるが、鎖国で出島に移されたのはポルトガルではなくオランダであり、黒船の来航は出島ではなく浦賀など実際の事実とやや異なる部分がある。
雪乃（ゆきの）
伍の巻で本格登場。東谷小雪に似た忍者の女性。一人称は「某」（それがし）。オリジナルの小雪とは違い冷酷な面も時折見せる。元々は上記の水晶すべてを守る祖先であり、それらが武者ヴァイパーに奪われたため、彼に仕えるふりをして反撃の機会をうかがっていた。
エンディングのクレジットでは「雪乃進（ゆきのしん）」と表記されている。
アキ
六の巻で登場。日向秋に似た人物。ケロロたちが過去の世界に封印した5つの水晶を、その世界で最初に手にした人物。水晶を神が授けてくれたものだと思い、彼女の家の家宝とした。彼女の子孫が冬吉らにあたる。古文のような話し方をする。

### キャスト
括弧内の数字は「〇の巻」における話数カウント。

#### レギュラー・準レギュラー
- 武者ケロロ - 渡辺久美子
- タママ足軽兵 - 小桜エツ子
- ギロロ浪人 - 中田譲治
- クルル藪医 - 子安武人
- ドロロ頭領 - 草尾毅
- おモア - 能登麻美子
- 冬吉 - 川上とも子（1） → 桑島法子（5・6）
- お夏 - 斎藤千和（1・2・6）
- 桃姫 - 池澤春菜（2・3・6）
- 六二三 - 石田彰（3・4・6）
- 雪乃進 - 広橋涼（4・5・6）
- 武者ヴァイパー[12] - 飛田展男
- 語り部 - 藤原啓治

#### ゲスト出演
- 村人[13] - 高橋圭一（1・5）、疋田高志、前野智明（1）
- オケハザマ海岸の村長 - 鈴木勝美（2）
- 宇宙人 - 河相智哉（2）
- 係員 - 堀江一眞（2）
- 平吉 - 下野紘（3・6）
- じい - 藤原啓治（3・6）[14]
- 桃城の門番 - はらさわ晃綺、宮下栄治（3）
- メロディーヌ船長[15] - 豊口めぐみ（4）
- カップル(女) - 松浦チエ（4）
- カップル(男) - 山本圭一郎（4）
- 五十六[15] - 檜山修之（5）
- おラビ[15] - 金田朋子（5）
- アキ - 平松晶子（6）

### 単品販売
アニメ本編のDVDとは別に、セレクションDVDとして『ケロロ軍曹 武者ケロせれくしょん でござ候』が上ノ巻、下ノ巻として分割発売。発売日は「上ノ巻」で2009年07月24日、「下ノ巻」で2009年12月22日。収録話数は三話ごとに区切られている。
またシリーズでは珍しくPSP専用のUMDも発売された。

## コミカライズ
正式タイトルは『ケロロ軍曹 特別訓練☆戦国ラン星大バトル!』（ケロロぐんそう とくべつくんれん せんごくランスターだいバトル!）。『ケロケロエース』（角川書店）にて連載された。原作：吉崎観音、作画：夢唄。単行本は全3巻。
おおまかなあらすじは映画・アニメ版などと同じだが、舞台惑星である戦国ラン星の地名や歴史がアニメと異なる他、本作では夏美・冬樹とともに任務遂行に奔走する。また原作者とは別なこともあり、使用されるパロディなどがアニメと異なっている。その一方で、アニメであまり登場しない武者ケロ小隊ロボが当作ではメインの扱いとなっている。

### 登場人物

#### 『ケロロ軍曹』からの登場人物
日向夏美
アニメと違い、夏美本人。ギロロとともに行動することが多い。戦闘では自身もパワードスーツを着用。中盤からクルルから戦国用のパワードスーツ「鬼姫」を渡される。この「鬼姫」は、ギロロロボとクルルロボと合体することで電怒呂美有無となる。
日向冬樹
アニメと違い、冬樹本人。ゴローに狙われることが多い。ケロロとともに行動し、それに巻き込まれることとなる。
ブジドーサン
負の螺旋を倒した後に登場。その正体は、ギロロの兄、ガルル中尉であるが、普段のガルルからは思いもよらないような行動をとる。

#### ヴァイパー家
アニメ版とは設定や名前が少し異なっているが、「戦国ラン星を制圧しているヴァイパーの七人兄弟」という設定は共通している。
イチロー
長男。負の螺旋に取り憑かれてしまう。
ジロー
次男。発明家で「ダミーケロンプラグ」「かみなりひらり傘」「ツインドライヴ」などを開発しているようだが、抜けている面がある。
サブロー
三男。ホスト。そのスキルを生かし、温泉町の女将を言いくるめる。
シロー
四男。ゴローに誘われ、温泉に来ていた。
ゴロー
五男。気が利く性格で、敗戦で士気の下がった兄たちを温泉に誘うなどする。ホモかショタの気がある模様。
ロクロー
六男。三次元より二次元を好む嗜好があり、敗戦後引きこもってしまう。
シチロー
七男。アキバシティで夏美に惚れるが、その後、夏美に倒されたことによって夏美を恐れるようになる。

#### 鬼
かつて、戦国ラン星で暴れていたが、桃源村を作った桃太郎やタママに似た神様に倒された。
現在では、「負」の螺旋に取り憑かれた桃太郎の部下となっていた。

#### その他
萌亜
アンゴル＝モアに瓜二つの女性。ケロロ小隊や日向姉弟と共に転送された日向家に食料を求めて忍び込んだ所を見つかり、共に行動する。
正体は安豪家という高貴な家柄の姫君。ヴァイパーに殺された両親の仇討ちのためヴァイパーを探している。“安豪流”という流派を用いて戦闘を行う。
「負」の螺旋
本体は黒いエネルギー体。自らを神と称し、古代より人々に取り憑いては厄災を引き起こしてきた。登場時は桃太郎に取り憑き、ギロロに倒された後ヴァイパー七兄弟の長男イチローに取り憑き惑星征服を企む。
桃太郎
桃源村という村を作った桃太郎の子孫。ずんぐりむっくりした体型で、鬼とともに猿・雉・イヌ・爺婆一族の住む桃源村を襲撃し、支配下に置く。実は上記の「負」の螺旋に取り憑かれており、倒され「負」の螺旋が抜けた事で正気に戻った。

### 単行本
1. 第壱話 - 第七話 ISBN 9784047150348（2008年3月8日発売、巻数は表記されていない） [19]
2. 第八話 - 第拾四話 ISBN 9784047151383（2008年11月26日発売） [20]
3. 第拾五話 - 第弐拾壱話 ISBN 9784047152458（2009年7月25日発売）[21]

## その他のメディア展開

### 玩具
バンダイのプラモデルシリーズである「ケロプラ」の武者ケロロシリーズとして発売。ラインナップは武者ケロ小隊メンバー5体、武者ロボ5体、武者ヴァイパー長男機、武者ヴァイパーロボ、そして前者2つのDX版セット商品の全14種。番号は通常シリーズの続き（連番）としてカウントされている。
付属の組立書にはショートストーリーが載っており、実際のプラモデルを用いた物語として展開される。ストーリーの設定はアニメに沿うが、一部組立書にはコミカライズ版の絵も使われている。

### 4コマ漫画
漫画雑誌『ケロケロエース』他にて連載されたもの。連載期間は2007年11月号から2009年7月号まで。短編漫画のため、単行本化はされていない。
設定はコミカライズ版に基づいており、内容としては番外の位置付けとされている。ただし随所にオリジナル要素も見られ、コミカライズのストーリーを見ていなくとも内容は理解しやすい設計で作られている。
『ケロロランド』ではVol.17から連載開始。枠としては、2008年5月号のVol.20まで「ケロロ最新アニメNews」の次コーナーに当初掲載されていたが、同年8月発行のVol.21から「ケロロネンドげきじょう」の次枠へと移動となり、その枠のままVol.27で終了。四コマ漫画枠の作品としては長期連載であった。なお後作品としては、後継作にあたる『ケロロパイレーツ』が本コーナーの代わりに入る形で次号のVol.28からスタートしたが、掲載枠としては初期の枠であった「ケロロ最新アニメNews」の次コーナーへと戻る形となった。

## コラボレーション
ケロロRPG 騎士と武者と伝説の海賊
本家『ケロロ軍曹』のテレビアニメ版を原作とするDSソフト。本作に登場した小隊5人の衣装が武者ケロエリアのケロロたちのコスプレとして登場する。
戦乱のサムライキングダム
2020年12月3日から本家『ケロロ軍曹』とのコラボが実施され、当作から武者ケロ小隊5人がボスとして登場した。同年12月24日にはケロロ生誕祭を記念して本作の関連グッズが『大戦乱!!三国志バトル』のものとともに発売された。